# Нордхакштет
Нордхакштет (њем. Nordhackstedt) општина је у њемачкој савезној држави Шлезвиг-Холштајн. Једно је од 134 општинска средишта округа Шлезвиг-Фленсбург. Према процјени из 2010. у општини је живјело 482 становника. Посједује регионалну шифру (AGS) 1059149.

## Географски и демографски подаци
Нордхакштет се налази у савезној држави Шлезвиг-Холштајн у округу Шлезвиг-Фленсбург. Општина се налази на надморској висини од 13 метара. Површина општине износи 12,5 km². У самом мјесту је, према процјени из 2010. године, живјело 482 становника. Просјечна густина становништва износи 39 становника/km².